# Наполеонка

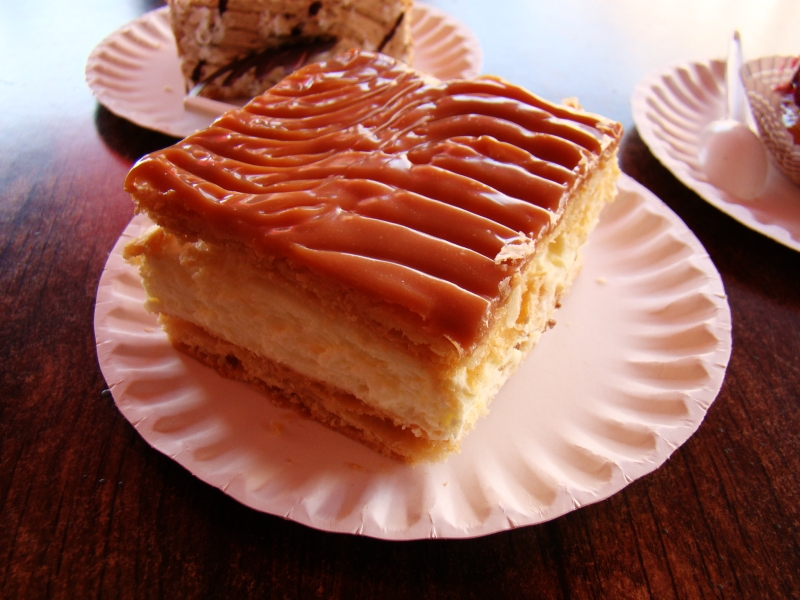
Кремувка

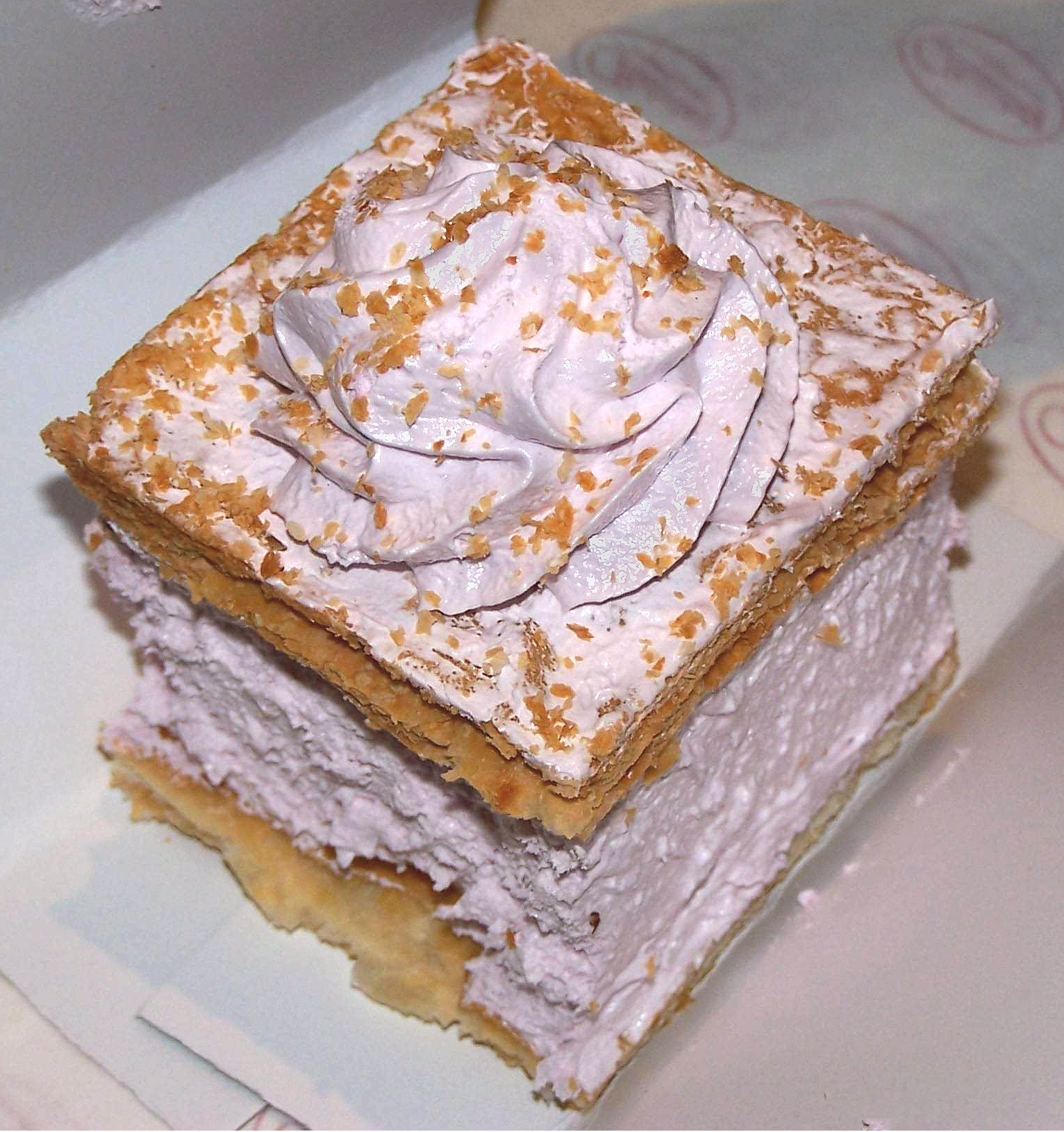
Наполеонка з кремом безе

Наполеонка, кремувка — польське тістечко, що складається з двох листків листкового тіста, перекладених збитими вершками, заварн́им кремом, пудингом або кремом безе, зазвичай посипається цукровою пудрою.Також прикрашене кремом або покрите шаром глазурі.

## Походження тістечка і назви «наполеонка»
Тістечко це виготовляють на зразок французького mille-feuille — десерту, що складається з трьох шарів листкового тіста, перекладеного кремом або варенням. Місцем походження mille-feuille, серед інших, подається Неаполь. У французькій мові прикметник «неаполітанський» звучить як «наполітен», і, ймовірно, у зв'язку із перекрученням цього слова, цей десерт та його похідні називають у європейських країнах «наполеонами», «наполеонками», тощо — що, як передбачається, має відношення до Наполеона Бонапарта.
Наполеонки (в формі однини наполеон чи наполеонка) як тістечка, що складаються з трьох частин якогось тіста, вистелених кремом, варенням, були зафіксовані на початку XX століття у «Словнику польської мови» (так званий «варшавський словник») за редакцією Я. Карловича, А. Кринського та В. Недзведського.

## Регіоналізми

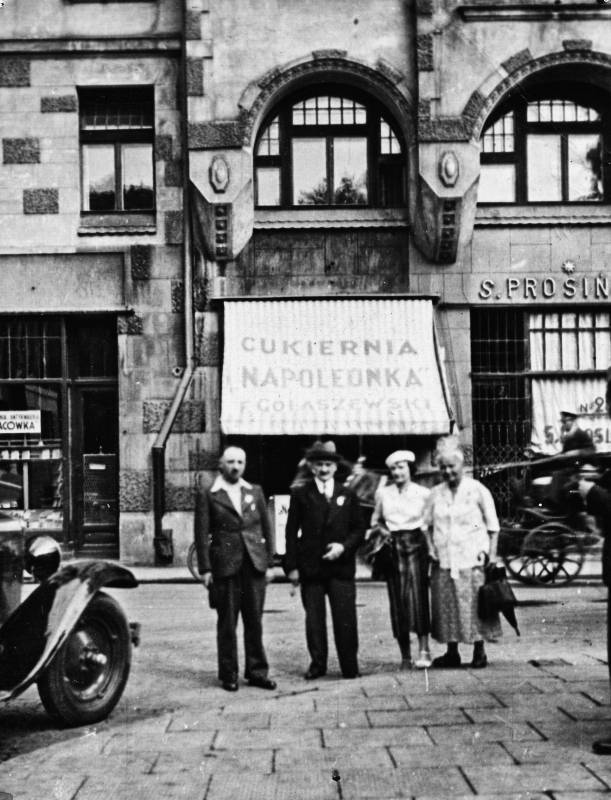
Група есперантистів перед варшавською кондитерською Наполеонка під час конгресу 1937 року.

За деякими джерелами, у Варшаві термін «наполеонка» був прийнятий з однойменної довоєнної кондитерської з такою ж назвою. «Наполеонка» належала Феліксу Голашевському, знаходилась за адресою вул. Свентокшиська, 26 і стикалася з фронтом Наполеонової площі. Тістечка що продавались в «Наполеонці», нібито отримали свою назву від кондитерської і були її фірмовим продуктом. У 1930 році Голашевський запустив на вулиці Нови Свят, 53 (на місці відомої кондитерської «Креси») ще одну кондитерську з такою ж назвою. У 1936 році замінив кондитерську з вулиці Нови Свят на «Наполеонку» на вулиці Пулавській, 3.
У Вроцлаві відомими є як наполеонки (з вершковим кремом) так і кремувки (з ванільним і пудинговим кремом). В Лодзі — все навпаки.
У Великопольщі для обох типів тістечок був прийнятий термін «наполеонка».
У Малопольщі, натомість, існує «кремувка», при цьому тістечко з блідо-рожевим кремом на основі білків називається «наполеон».

## Папські кремувки
16 червня 1999 року під час зустрічі з мешканцями Вадовиці папа Іван Павло II згадав про кремувки, які він їв у місцевій кондитерській у молодості:
|  | А там була кондитерська. Закінчивши уроки в школі, ми ходили на кремувки. Але ми все це пережили, ці кремувки після уроків, |

звідки й взялося означення папська кремувка або вадовицька кремувка. Кондитерська, яку відвідував Кароль Войтила, була розташована на розі Ринку та вулиці Міцкевича (під № 15) і вже не існує. Її очолив кондитер Кароль Хагенхубер, який приїхав з Відня до Вадовиць у 1936 році. В даний час деякі кремувки, що продаються під назвою «папські», містять алкоголь, що пояснювало б неоднозначну посмішку, з якою Іван Павло II згадував ці тістечка. Однак, за словами сина Хагенхубера, в тістечках із кондитерської його батька точно не було алкоголю. Згідно з переказів, Кароль Войтила побився об заклад з друзями, хто з'їсть найбільше кремувок. Войтила за один раз з'їв десяток або близько того — залежно від джерела мова йде про дванадцять або вісімнадцять.
Кремувки, згадані Войтилою, були перемащені пудинговим кремом.